# Xylocoris thomsoni
Xylocoris thomsoni är en insektsart som först beskrevs av Reuter 1883.  Xylocoris thomsoni ingår i släktet Xylocoris, och familjen näbbskinnbaggar. Arten är reproducerande i Sverige.